# 김위찬
김위찬(W. Chan Kim, 1951년)은 블루오션전략(Blue Ocean Strategy)로 잘 알려진 프랑스 인시아드(INSEAD) 경영대학원의 석좌교수이다. 동료 교수인 르네 마보안(Renée Mauborgne) 교수와 함께 블루오션전략 이론을 만들었으며, 함께 월스트리트저널, 뉴욕타임즈, 파이낸셜타임즈 등에 관련 글을 기고해왔다. 하버드 비즈니스 스쿨 게재 논문은 2005년 ‘블루오션 전략 (Blue Ocean Strategy)’라는 책으로 출간돼 43개 언어로 350만 부 이상 팔리며 전세계적으로 잘 알려졌다. 세계적인 비즈니스 전략가 50인에 선정되었다.

## 약력

### 학력
- 미국 미시간 대학교 박사
- 미국 하버드 대학교 석사
- 서울대학교 상과대학 학사
- 진주고등학교

### 경력
- 유럽경영대학원(INSEAD)의 전략 및 경제경영학 담당 석좌교수
- 유럽연합(EU)의 경제정책 자문위원
- 세계경제포럼(다보스포럼)의 유일한 한국인 전문위원
- 싱가포르 정부 가치 혁신 실행단(VIAT) 명예고문
- 미국 미시간대학교 대학원 교수
- 보스턴컨설팅 그룹 국제경영담당 석좌교수

## 저서
단독 저서
- 《성장전략》 (21세기북스, 2009) ISBN 978-89-509-1648-0
- 《혁신과 성장》 (비즈니스맵, 2009) ISBN 978-89-6260-121-3

공저
- 《블루 오션 전략》 (교보문고, 2005) ISBN 978-89-7085-657-5

## 참고
1. ↑  김위찬, 르네 마보안, 《블루오션전략》, 교보문고(2005)